# شينغو نانامي
شينغو نانامي (باليابانية: 七海慎吾؛ بالكانا: ななみ しんご) هي مانغاكا ورسامة توضيحية يابانية، ولدت في القرن العشرين في اليابان.

## وصلات خارجية
- الموقع الرسمي